# Angelo Catho de Supino

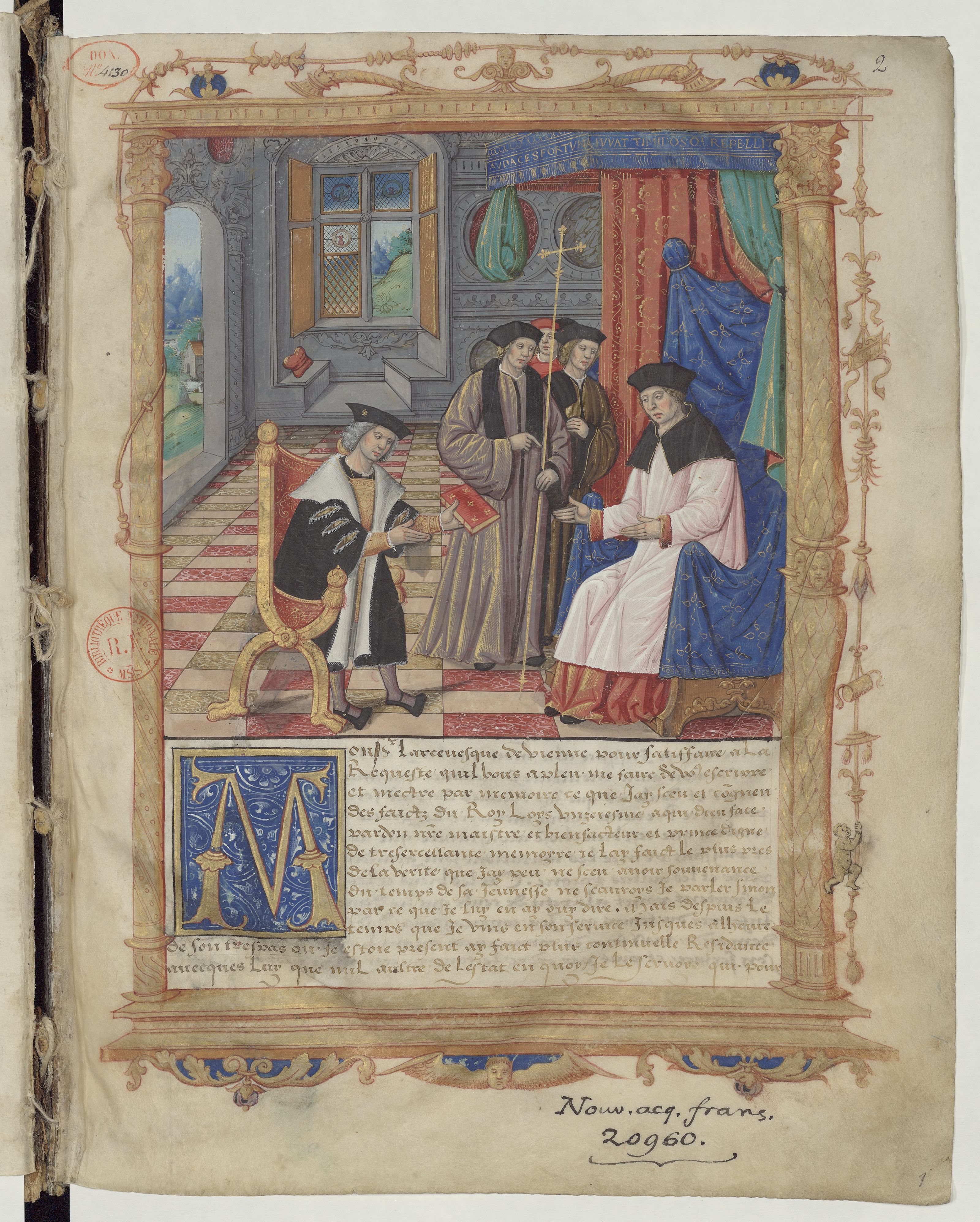
Angelo Cato se fait remettre les mémoires de Philippe de Commyne. Miniature d'Étienne Colaud extraite d'une manuscrit des Mémoires, BNF NAF20960.

Angelo Catho (ou Cato, ou Catto) de Supino, né en Campanie et mort en 1495 à Bénévent, est un prélat italo-français du XVe siècle.

## Biographie
Angelo Catho entre l'état religieux après la mort de sa femme. Il est au service de Jean et Nicolas de Calabre à la cour de Charles le Téméraire pour négocier le mariage de l'un des deux avec la fille de Charles. Angelo est astrologue et devient  médecin  et aumônier de Louis XI en 1474.
Angela Catho fait son entrée comme archevêque de Vienne en 1482. Il est interdit par le pape Innocent VIII.
Outre quelques ouvrages de médecine et d'astrologie, il demande à Philippe de Commynes de rédiger ses Mémoires. 